# ニューポール 11
ニューポール 11
ベルギー軍のニューポール 11 C.1
- 用途：戦闘機
- 設計者：ギュスターヴ・ドラージュ
- 製造者：ニューポール
- 運用者：フランス空軍ほか
- 運用開始：1916年1月5日
- 退役：1917年夏
- 運用状況：第一次世界大戦の終了まで練習機として使用[1]

ニューポール11（Nieuport 11）は第一次世界大戦期、フランスのギュスターヴ・ドラージュが設計しニューポール社が生産した戦闘機である。1915年夏、ドイツの単葉戦闘機フォッカー アインデッカーが優勢であった西部戦線に登場し、活躍、いわゆる「フォッカーの懲罰」を終結させた機体の1つとして名高い。「ベベ（Bébé）」の愛称で親しまれた。フランスの撃墜王、ギンヌメールやナンジェッセの乗機である。

## 設計と開発
ニューポール 11は基本的にニューポール 10を縮小・洗練し、単座戦闘機に特化させたものである。機体の特徴は一葉半（セスキプラン、sesquiplane）という主翼構造で、下翼が小さく、複葉と単葉の中間として運動性と速力の両立を狙ったものである。80馬力のノーム・エ・ローヌエンジンを搭載した小型の機体であった。
この形式に特有の欠点は、よほど強靭に造られない限り、強い力がかかると翼弦の狭い下翼がねじれて曲がってしまいやすいということであり、これはV型支柱を備えたすべてのニューポール機と、同様の主翼デザインを採用したドイツのアルバトロス D.III、V、Vaに共通する問題だった。
ニューポール 11は、フランス航空部隊、イギリス海軍航空隊のほか、オランダ、ベルギー、ロシア、イタリアの航空部隊に供給された。またイタリアのマッキ社によって646機がライセンス生産された。11の実戦での使用期間は短いものだったが、以降の一連のニューポール製V支柱型単座戦闘機の最初のものであり、その系列ではニューポール 17、24bisおよび27が最も有名である。

## 運用歴

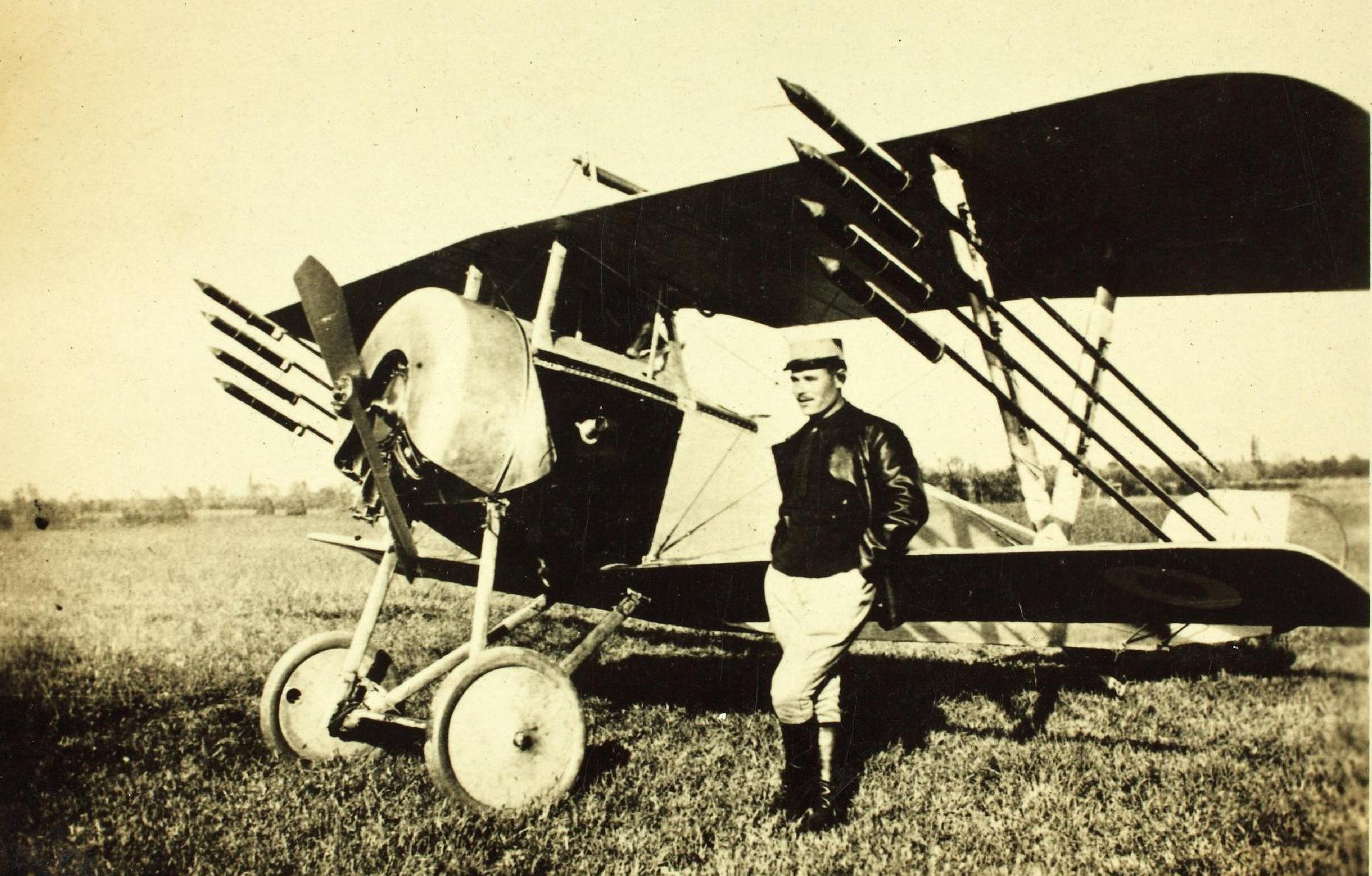
ル・プリエールロケットを搭載したニューポール 11

ニューポール11は1916年1月にフランスの前線に到着し、その月のうちに90機が任務に就いた。
この小型軽量の一葉半戦闘機は、ほぼすべての局面でフォッカー単葉機を圧倒した。数ある特色の中でも本機は横操縦のために補助翼を持っており、フォッカーの時代遅れのたわみ翼方式とは対照的だった。また昇降舵はモラーヌ式の釣り合い方式でなく、従来型の水平尾翼に付けられており、より容易に精確な飛行ができた。フォッカーの成功は主にプロペラと同調した機関銃によってプロペラ回転面を通して前方に発射できた点によるが、当時、連合国側は同様のシステムを備えておらず、ニューポール 11のルイス機銃またはホチキス機銃は上翼に取り付けられてプロペラの上から前方に向けて発射されるようになっており、類似した効果を得ていた。この方式には銃が詰まったときの対応や飛行中の再装填に関して問題があったが、この問題はイギリス軍においてはフォスター銃架の発明によって、そしてフランス軍では、17以降のニューポール戦闘機に採用されることになるアルカン同調装置の採用によって解決された。
1916年2月のヴェルダンの戦いにおいてニューポール 11は敵に大きな損失を出さしめ、それはドイツの戦術に急進的な変革を強いることとなった。
一部のニューポール 11や16は戦場において支柱にル・プリエールロケット（Le Prieur rocket）を取り付けるように改造された。これは観測気球や飛行船への攻撃を目的としたものである。
1916年3月までに「ベベ」は改良型のニューポール 17に交替した。17はフランス軍飛行隊のほとんどでは1917年早くにSPAD S.VIIに交替し、イギリス軍の飛行隊ではその年の後半にS.E.5aに交替した。それ以降のニューポール単座機は練習機として広く使用された。

## 派生型

### ニューポール 16
1916年に、ニューポール 11のエンジンを110馬力（92 kW）のル・ローヌ9Jロータリーエンジンに換装した改良型がニューポール16として登場した。外見上の相違は開口部をより大きく取った「馬蹄形」カウリングであり、またパイロットのヘッドレストフェアリングが変更されているものもあった。後期型は胴体機首上部にプロペラ同調式のヴィッカース機関銃を装備したが、この構成の場合には、重い9Jエンジンと大型のヴィッカース機銃の組合せによって機首が明らかに重くなりすぎ、操縦性を損ねていた。次の派生型である、わずかに大型化したニューポール 17 C1は、最初から重いエンジンを前提に設計され、16の重心問題を解決するとともに性能の向上を実現した。

## 運用者
- フランス
- イギリス
- イタリア王国
- ウクライナ （1機のみ）
- オランダ
- コロンビア
- セルビア / （ ユーゴスラビア王国）
- タイ （4機）
- チェコスロバキア
- ベルギー
- ルーマニア王国
- ロシア

## 性能諸元（ニューポール 11）

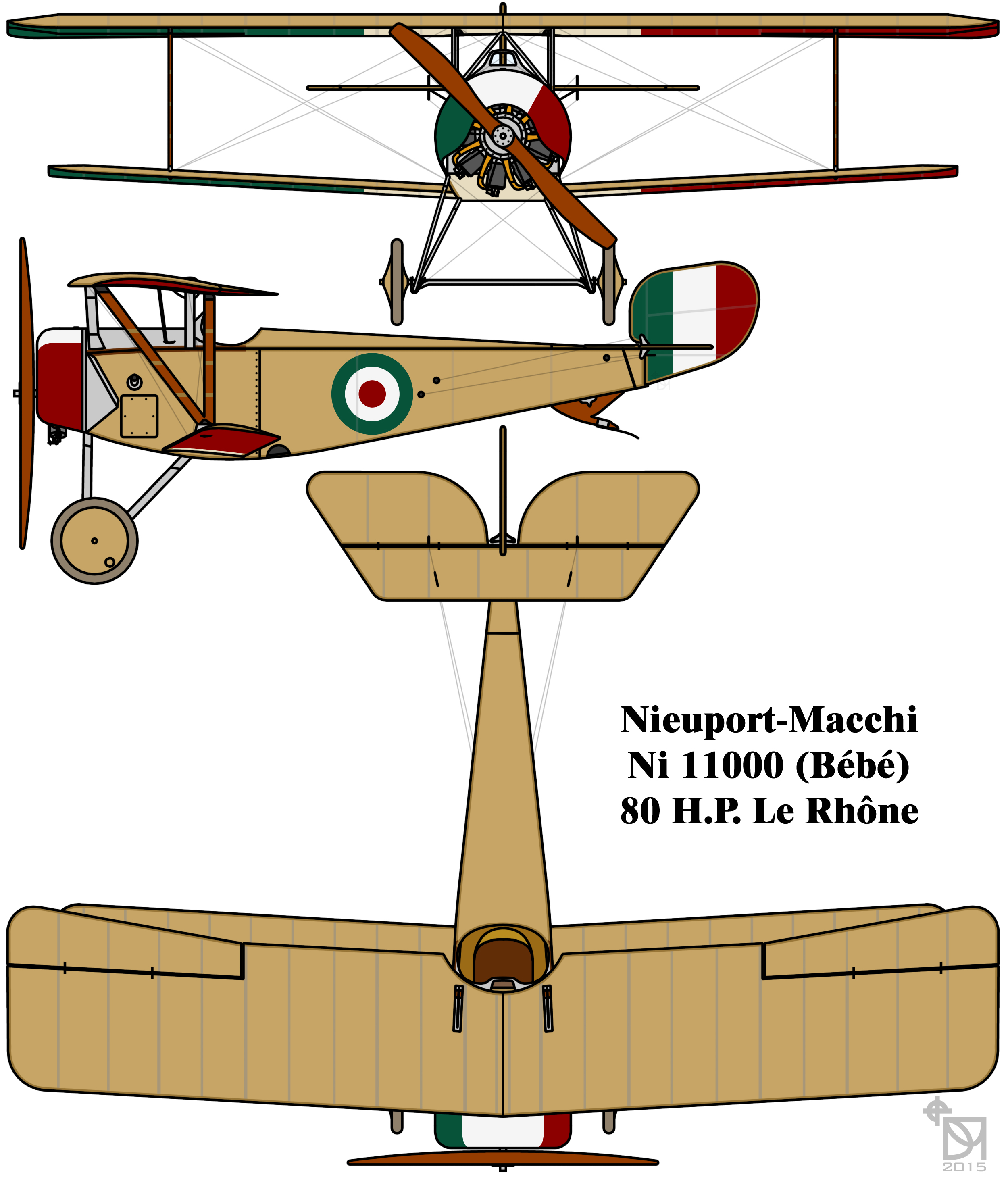
Nieuport-Macchi 11.000

出典: "The Worlds Greatest Aircraft"
諸元
- 乗員: 1
- 全長: 5.8 m （19 ft 0 in）
- 全高: 2.4 m （7 ft 10.5 in）
- 翼幅: 7.55 m（24 ft 9 in）
- 翼面積: 13 m2 （140 ft2）
- 空虚重量: 344 kg （759 lb）
- 運用時重量: 480 kg （1,058 lb）
- 最大離陸重量: 550 kg （1,213 lb）
- 動力: ノーム・エ・ローヌ 9C 空冷ロータリーエンジン、59.6 kW （80 hp）   × 1

性能
- 最大速度: 156 km/h
- 航続距離: 330 km
- 実用上昇限度: 4,600 m （15,090 ft）
- 上昇率: 3,000 mまで15分
- 馬力荷重（プロペラ）: 1.49 kW/kg （0.09 hp/lb）

武装
- 固定武装: 8mm ホチキス機関銃または7.7 mm ルイス機関銃、または同調装置付き7.7mmヴィッカース機関銃 ×1
- ロケット弾: ル・プリエールロケット弾×8（オプション）

## 参照
脚注
1. 1 2 3 4 5  Angelucci 1983, p. 53.
2. 1 2  Chant & Taylor 2007, p. 14.
3. 1 2  古田 2022, p. 60.
4. ↑  Nieuport 11
5. 1 2 3 4 5 6  Fitzsimons 1967/1969, p. 1989.
6. 1 2  Cheeseman 1960, p. 92.

参考図書
- Angelucci, Enzio, ed. The Rand McNally Encyclopedia of Military Aircraft. New York: The Military Press, 1983. ISBN 0517-41021-4.
- Chant, Christopher and Michael J.H. Taylor. The World's Greatest Aircraft. Edison NJ: Cartwell Books Inc., 2007. ISBN 0-7858-2010-8.
- Cheesman E.F., ed. Fighter Aircraft of the 1914-1918 War. Letchworth, UK: Harleyford Publications, 1960. ISBN 978-0830683505.
- Cooksley, Peter. Nieuport Fighters in Action. Carrollton, Texas: Squadron/Signal Publications, 1997. ISBN 0-89747-377-9.
- Fitzsimons, Bernard, ed. The Illustrated Encyclopedia of the 20th Century Weapons and Warfare. London: Purnell & Sons Ltd., 1967/1969. ISBN 0-83936-175-0.
- 古田和輝『世界の戦闘機図鑑 1915-1945』株式会社ダイアプレス、2022年4月1日。